# 阿尔塔夫·侯赛因·哈利
阿尔塔夫·侯赛因·哈利（英語：Altaf Hussain Hali；1837年—1914年9月30日）是乌尔都语的诗人和作家，被尊称为“赫瓦贾·哈利毛拉”。

## 作品
- 迦利布传
- 设拉兹传
- 赛义德·艾哈默德·汗传[3][2]
- 受先知怜悯的人（Woh Nabiyon Mein Rahmat Laqab Paanaywala）[4]

## 外部連結
- Hayat-e-Javed Vol 1 & 2 by Hali
- Major Works by Hali （页面存档备份，存于）
- Maulana Altaf Hussain Hali – Karwaan-e-Aligarh （页面存档备份，存于）